# Sherry-Netherland
Sherry-Netherland — жилой небоскреб, расположенный на углу Пятой авеню и 59-й улицы в историческом районе Верхний Ист-Сайд боро Манхэттен (Нью-Йорк, США).
Спроектирован и построен в смешанном неороманско-неоготическом стиле архитектурным бюро «Schultze & Weaver» по заказу «Buchman & Kahn».
Высота 38-этажного здания составляет 560 футов (170 м), благодаря чему на момент открытия оно являлось самым высоким апартамент-отелем в мире. Этажи до 24 используются для гостиничных номеров, а с 24-го для частных апартаментов (один этаж — одна квартира). Украшенная гаргульями крыша содержит в себе водонапорную башню.

## История
Участок, на котором был впоследствии построен Sherry-Netherland, с 1890-х годов занимал отель New Netherland, принадлежавший одному из представителей американской буржуазно-аристократической семьи Асторов. Снос старого здания и строительство нового начались в 1926 году. 12 апреля 1927 года, ещё до завершения стройки, на верхних этажах произошел крупный пожар — загорелись деревянные леса. Пламя полыхало 12 часов и было видно с Лонг-Айленда. Это вызвало полемику в прессе о способности тушить пожары в небоскрёбах.
Во время возведения нового здания на участке, расположенном по диагонали напротив через Пятую авеню, шел снос особняка Вандербильтов. Украшавшие его въездную арку каменные резные панели с горельефами работы Карла Биттера и орнаментальные медальоны фриза были установлены в классицистическом сводчатом вестибюле Sherry-Netherland, где массивные облицованные мрамором пилястры с позолоченными капителями в стиле итальянского Возрождения подчеркивают стены, облицованные панелями в якобинском стиле (в 2014 году вестибюль был отреставрирован компанией «Evergreene Architectural Arts»).
В марте 1927 года строительство было почти завершено и право собственности было передано компании «Louis Sherry, Inc.». Луис Шерри был известным ресторатором, знаменитым своим мороженым и другими кондитерскими изделиями, умершим за год до того, как его имя стало ассоциироваться с новым отелем.
В 1949 году небоскреб был продан компании Atlas Corporation, которой принадлежит до сих пор.

## Галерея

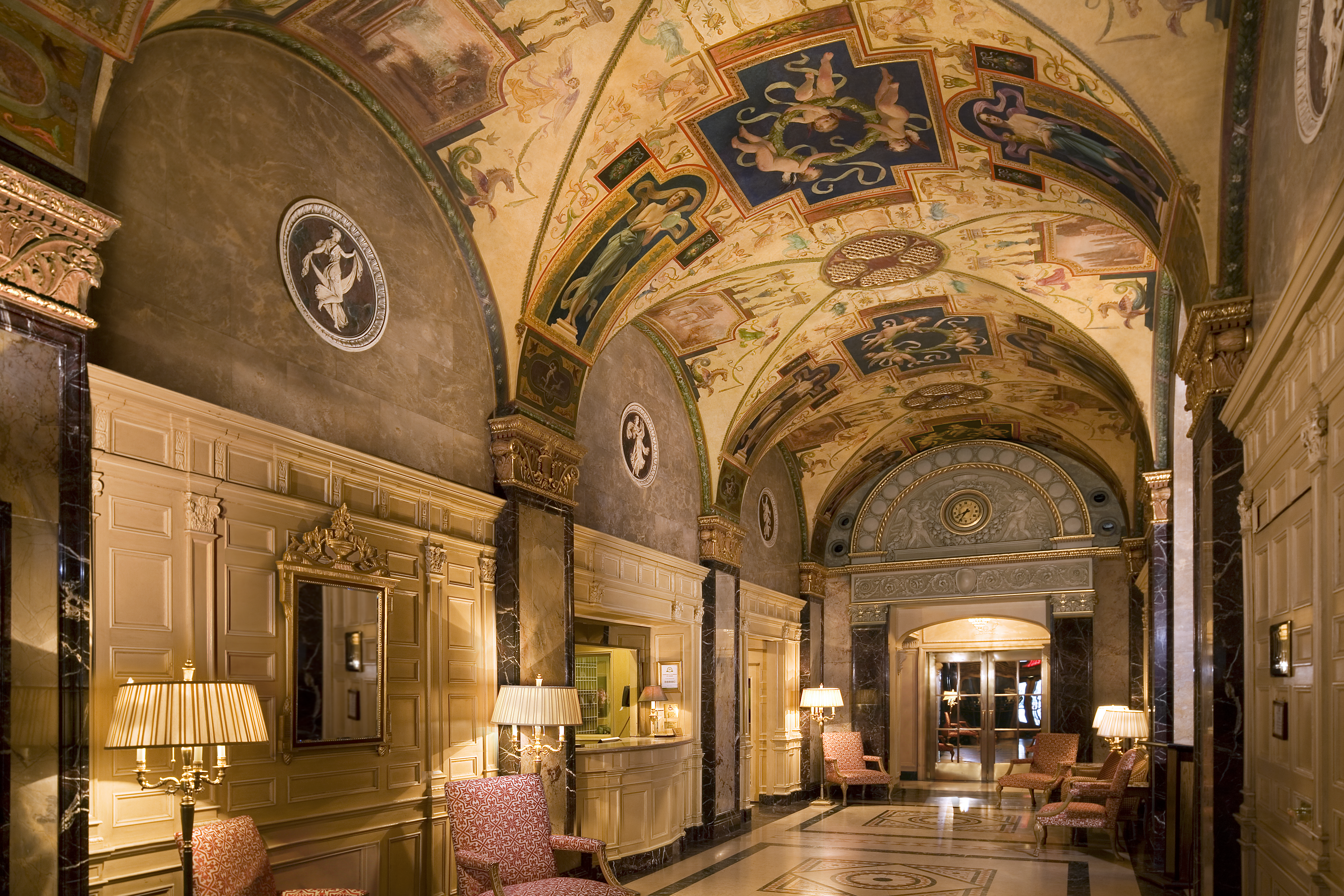
Вестибюль после реставрации (2014)
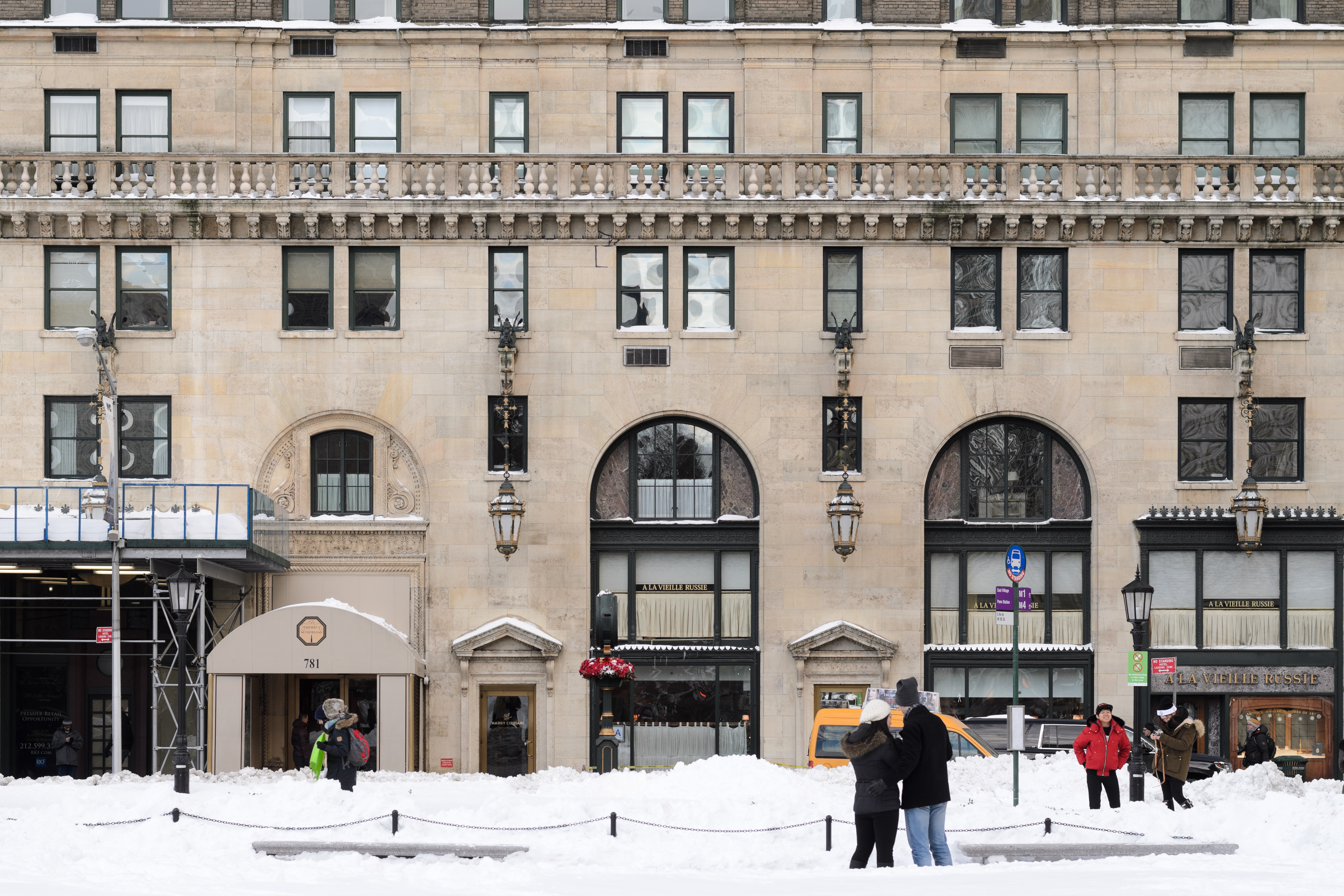
Фасад (2016)
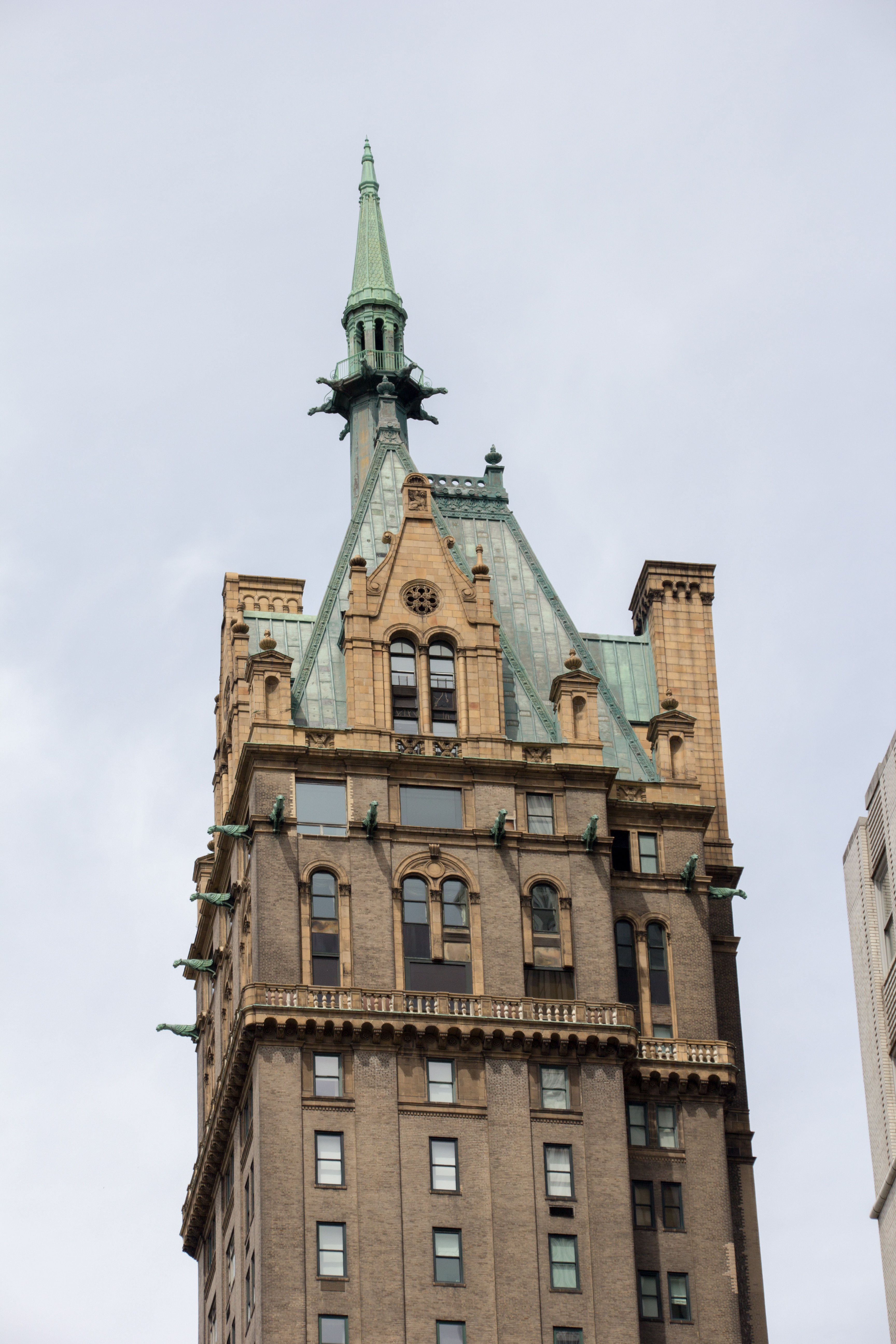
Пентхаус с гаргульями (2017)